# Senekal-Krieg

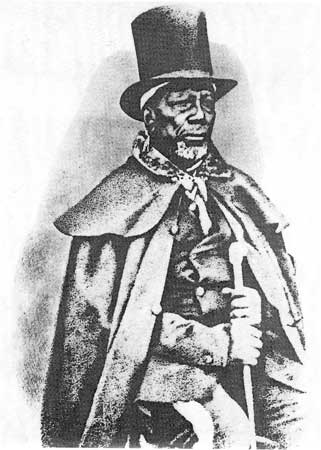
Moshoeshoe I., Anführer der Basotho

Der Senekal-Krieg (englisch Senekal War oder First Basotho War, Sesotho Ntoa ea senekane) war eine Auseinandersetzung zwischen den Buren des Oranje-Freistaats und Basotho unter Moshoeshoe I. im Jahr 1858 im heutigen Südafrika und Lesotho. In der Folge wurde die Grenze zwischen beiden Gebieten neu festgelegt.

## Geschichte
1845 hatte der damalige Gouverneur der Kapkolonie, Sir Peregrine Maitland, die Grenze zwischen den Gebieten der europäischen Siedler, meist Buren, und den Basotho so festgelegt, dass die Basotho das Flussdreieck zwischen Caledon und Oranje beanspruchen konnten. 1849 verlegte der britische Resident der damaligen Orange River Sovereignty, Henry Warden, die Grenze ostwärts, um den Siedlern entgegenzukommen. Casus Belli waren 1858 Viehdiebstähle der Basotho, jedoch sind die unklaren Grenzverhältnisse als Hauptgrund anzunehmen. Der 1854 gegründete Oranje-Freistaat erklärte unter Präsident Jacobus Boshof den Basotho am 19. März 1858 den Krieg. Die Truppen des Freistaats marschierten von Norden und Süden in das Land der Basotho ein und überfielen mehrere Missionsstationen der Société des missions évangéliques de Paris, da sie die französischen Missionare für den Widerstand der Basotho verantwortlich machten. Im Gegenzug überfielen Basotho-Truppen Farmen im Oranje-Freistaat und raubten zahlreiches Vieh. Die Truppen des Freistaats belagerten unter ihrem Kommandierenden F. Senekal die Festung Moshoeshoes I., das Plateau Thaba Bosiu, konnten sie aber nicht einnehmen und zogen ab, nachdem sie von Plünderungen ihrer Farmen erfahren hatten.
Der anschließende Treaty of Aliwal North (Vertrag von Aliwal North) wurde vom britischen High Commissioner Sir George Grey vermittelt und am 29. September 1858 unterzeichnet. Darin wurde die umstrittene Grenze auf einer mittleren Linie neu festgesetzt. Die Nordgrenze des Gebiets der Basotho blieb jedoch unklar. Die Basotho durften fortan im Oranje-Freistaat kein Wild mehr jagen und durften bei Viehdiebstahl dort vor Gericht gestellt werden.

## Bezeichnungen
Der Krieg erhielt seinen Namen nach F. Senekal. Die alternative Bezeichnung First Basotho War bezieht sich auf den Seqiti-Krieg, der ab 1865 in zwei Abschnitten ebenfalls zwischen Truppen von Oranje-Freistaat und Basotho stattfand und als Second bzw. Third Basotho War bezeichnet wird.